# Perobal
Perobal är en kommun i Brasilien.   Den ligger i delstaten Paraná, i den södra delen av landet, 1 100 km sydväst om huvudstaden Brasília. Antalet invånare är 5 648.
Omgivningarna runt Perobal är huvudsakligen savann. Runt Perobal är det glesbefolkat, med 9 invånare per kvadratkilometer.